# Destil·lació

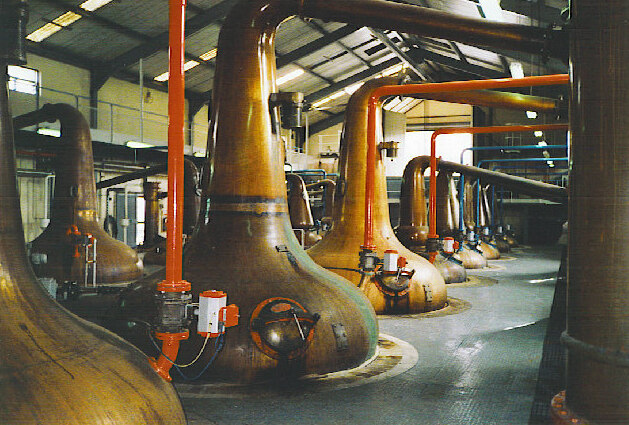
Destil·leria de Whisky escocesa

Diagrama de destil·lació simple.
1. termòmetre
2. Cap de destil·lació
3. Flascó de destil·lació
4. Font de calor
5. condensador
6. receptor
7. adaptador de buit

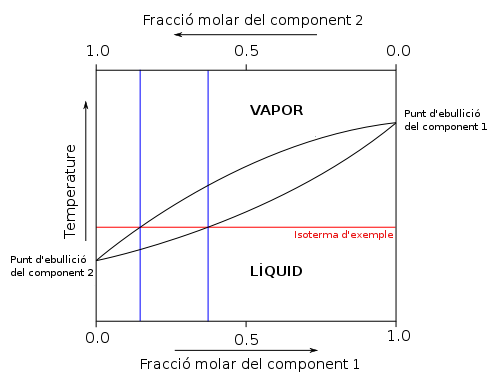
Diagrama de fases

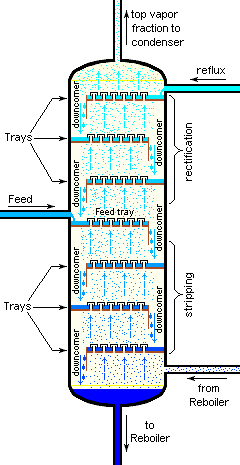
Columna de destil·lació de plats

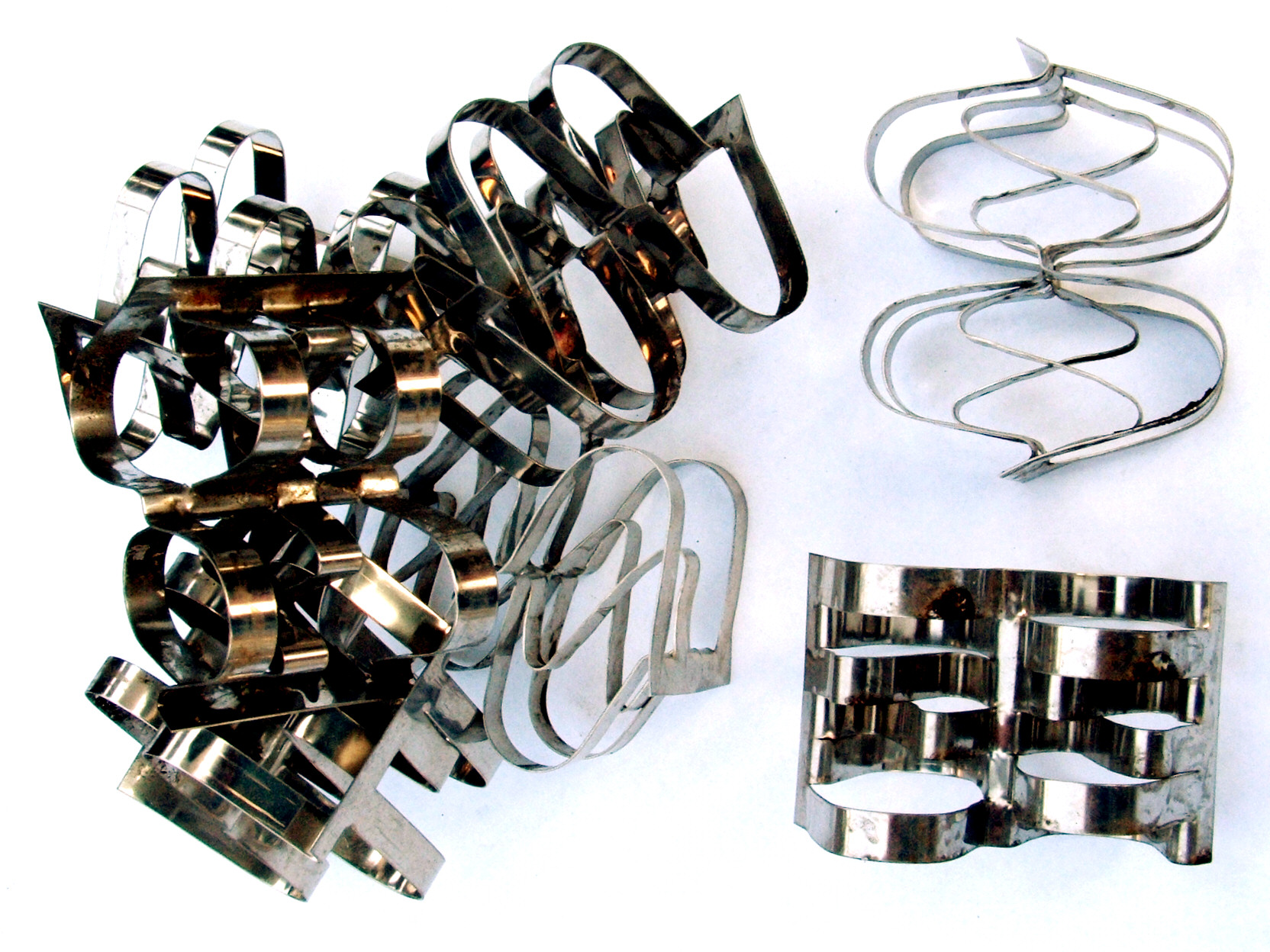
Un tipus de farciment per a les columnes de destil·lació de farciment

La destil·lació és un mètode de separació de substàncies químiques basat en les diferents volatilitats que presenten cadascuna. Aquest procés s'utilitza sobretot per a separar o purificar els components d'una mescla líquida.
La destil·lació simple s'inicia escalfant la mescla de substàncies, en entrar en ebullició la substància més volàtil s'evapora, es condensa en un condensador i es recull en un altre recipient. Per tal de facilitar el procés es pot utilitzar una bomba de buit per a reduir la temperatura d'ebullició dels components de la mescla inicial i facilitar-ne la separació. Durant la separació en la fase vapor, si la diferència de volatilitat entre compostos de la mescla és petita, no es produirà una bona separació, sinó que el líquid recollit serà més ric en les substàncies volàtils, però contindrà també components menys volàtils. A major diferència de volatilitat entre les substàncies a separar millor funcionarà la destil·lació.

## Principi científic
A una pressió donada, les mescles binàries (formades per dos components) tenen una temperatura d'ebullició que depèn de les proporcions en què es troba cadascun dels components a la mescla. La composició del vapor en el punt d'ebullició de la mescla no serà la mateixa que la del líquid, sinó que estarà enriquida en aquell component de la mescla que és més volàtil. La destil·lació es val d'aquest fenomen per condensar el vapor produït a una determinada temperatura, obtenint així una mescla més enriquida en el component més volàtil.
En l'exemple que es mostra a la figura del diagrama de fases, a una temperatura concreta (línia vermella) la fracció molar de cadascun dels components de la mescla serà diferent en el líquid, que en el vapor (creuament de les línies blaves amb les corbes de líquid i vapor, respectivament). Si es condensa el vapor obtingut a aquesta temperatura, el resultat és una mescla dels mateixos components, en la que el component 2 (més volàtil) hi és més abundant que en la mescla de partida.

## Història

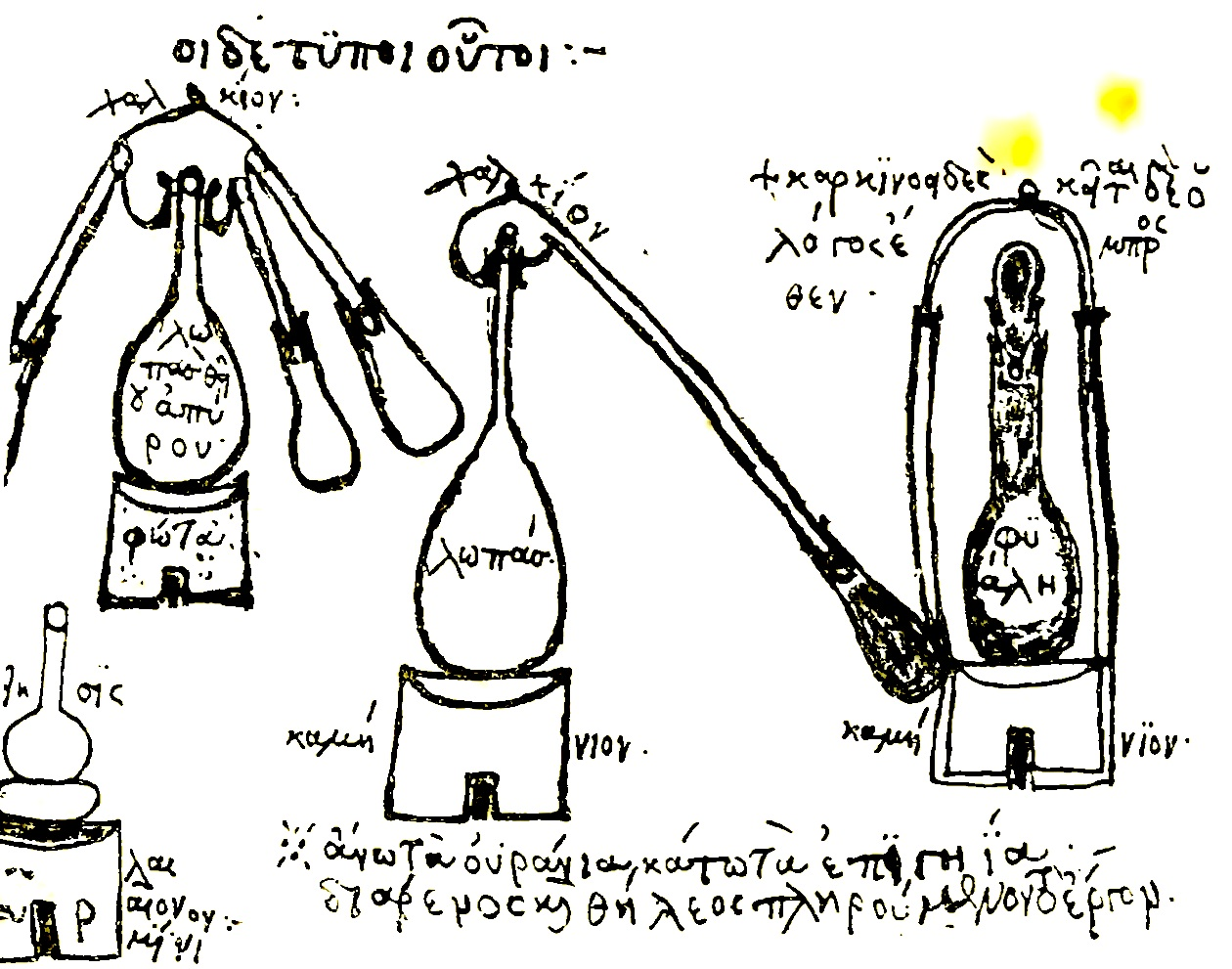
Equip de destil·lació utilitzat per l'alquimista del segle III Zòsim de Panòpolis, del manuscrit grec bizantí Parisinus graces.

El 1975, Paolo Rovesti (1902-1983), un químic i farmacèutic conegut com el "pare de la fitocosmètica", va descobrir un aparell de destil·lació de terracota a la vall de l'Indus, a l'oest del Pakistan, que data del voltant del 3000 aC. Es van trobar proves primerenques de destil·lació en tauletes Accadi amb data del any 1200 aC que descriuen operacions de perfumeria. Les tauletes van proporcionar evidència textual que els babilonis de l'antiga Mesopotàmia coneixien una forma primitiva de destil·lació. També es van trobar evidències primerenques de destil·lació relacionades amb alquimistes que treballaven a Alexandria a l'Egipte romà al segle i. L'aigua destil·lada ha estat en ús des d'almenys 200 dC, quan Alexandre d'Afrodísies va descriure el procés. Els treballs per destil·lar altres líquids van continuar en l'antic Egipte bizantí sota Zòsim de Panòpolis en el segle iii. La destil·lació es va practicar a l'antic subcontinent indi, que és evident en les retortes d'argila cuita i en els receptors trobats a Taxila i Charsadda al modern Pakistan, que es remunta als primers segles de l'Era Comuna. Aquests "alambins de [Gandhara]" només podien produir licor molt feble, ja que no hi havia mitjans eficients per recol·lectar els vapors a foc lent. La destil·lació a la Xina pot haver començat durant la dinastia Han de l'Est (segles II-II), però la destil·lació de begudes va començar a les dinasties Jin (segles XII-XIII) i Song del Sud (segles XII-XIII), segons evidència arqueològica.
Una clara evidència de la destil·lació de l'alcohol prové del químic àrab Al-Kindi a l'Iraq del segle ix. El procés es va estendre posteriorment a Itàlia, on va ser descrit per l'Escola de Salern en el segle xii. La destil·lació fraccionada va ser desenvolupada per Tadeo Alderotti en el segle xiii. Es va trobar un alambí en un lloc arqueològic a Qinglong, província de Hebei, a la Xina, que data del segle xii. Les begudes destil·lades eren comunes durant la dinastia Yuan (segles XIII-XIV).
En 1500, l'alquimista alemany Hieronymus Braunschweig va publicar Liber de arte destillandi (El llibre de l'art de la destil·lació), el primer llibre dedicat exclusivament al tema de la destil·lació, seguit el 1512 per una versió molt ampliada. El 1651, John French va publicar The Art of Distillation el primer compendi important en anglès sobre la pràctica, però s'ha afirmat que gran part se'n deriva de l'obra de Braunschweig. Això inclou diagrames amb persones que mostren escala industrial en lloc de l'escala de l'operació.

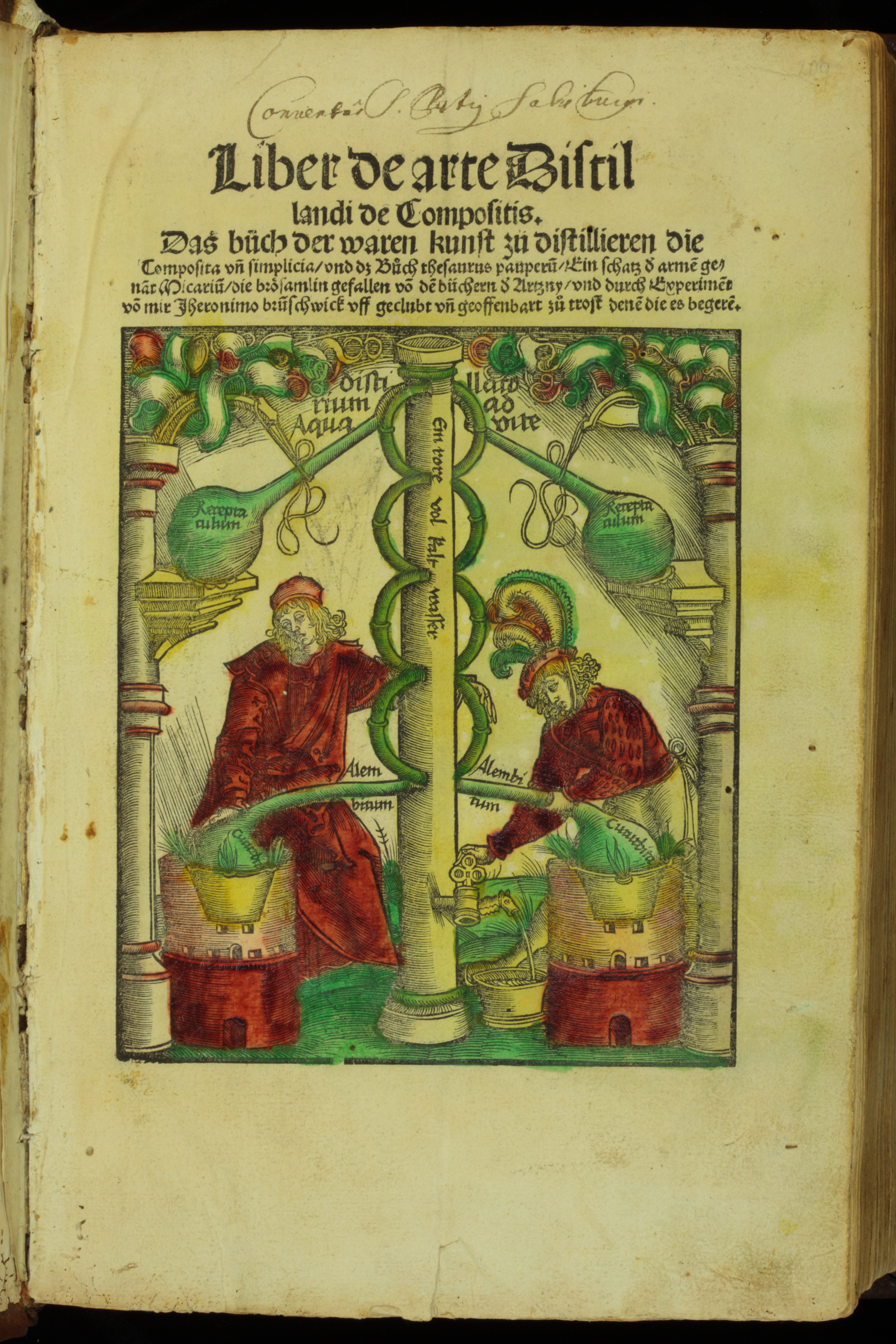
Liber de arte Distillandi de Compositis de Hieronymus Brunschwig (Strassburg, 1512) Institut d'Història de la Ciència

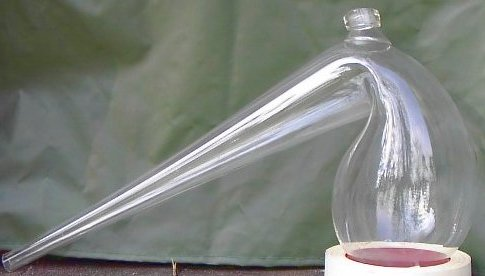
Una retorta

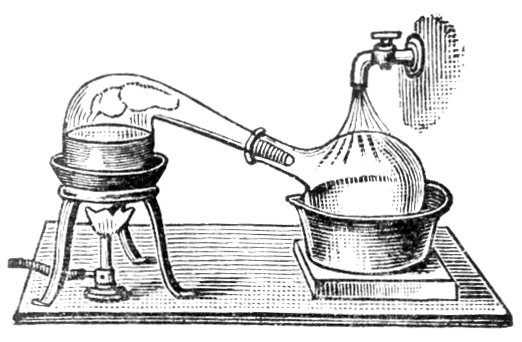
Destil·lació

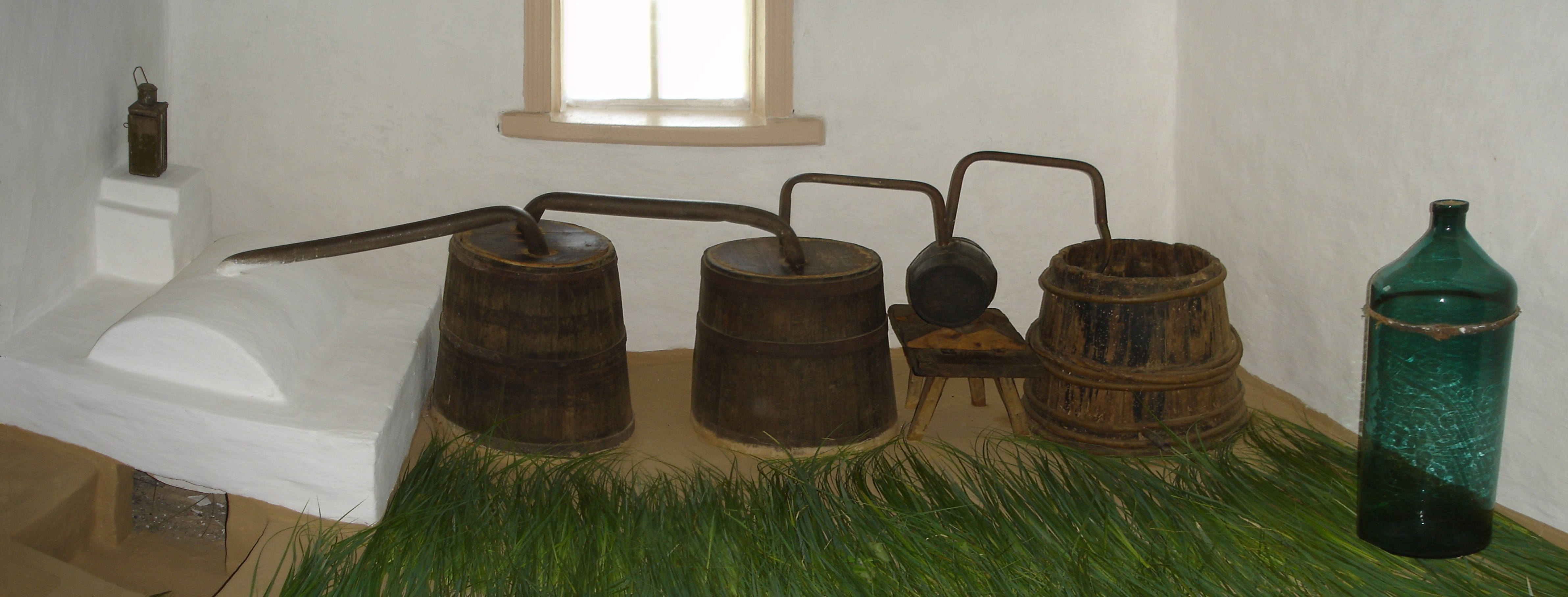
Vell destil·lador de vodka ucraïnès

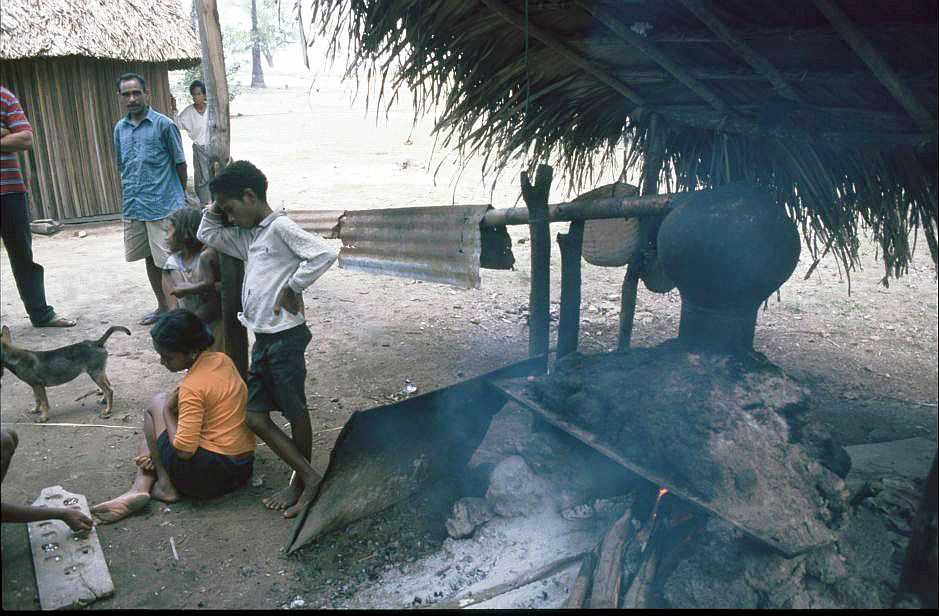
Destil·lació simple de licor a Timor Oriental

A mesura que l'alquímia va evolucionar cap a la ciència de la química, els vasos anomenats retortes es van utilitzar per a les destil·lacions. Tant els alambins com les retortes són formes de cristall amb colls llargs que apunten cap al costat en un angle cap avall per actuar com condensadors refredats per aire per a condensar el destil·lat i deixar que degoteu cap avall per a la seva recol·lecció. Posteriorment, es van inventar els alambins de coure. Les juntes reblades sovint es mantenien estretes utilitzant diverses barreges, per exemple, una massa feta de farina de sègol. Aquestes alambins sovint presentaven un sistema de refredament al voltant del bec, utilitzant aigua freda, per exemple, que feia que la condensació d'alcohol fos més eficient. Aquests van ser anomenats fassines. Avui dia, les rèpliques i els alambins han estat suplantats en gran manera per mètodes de destil·lació més eficients a la majoria dels processos industrials. No obstant això, el bullidor encara s'usa àmpliament per a l'elaboració d'alguns alcohols fins, com el conyac, el whisky escocès, el whisky irlandès, el tequila i alguns vodka. Els contrabandistes de diversos materials (fusta, argila, acer inoxidable) també són utilitzats per contrabandistes a diversos països. També es venen alambins petits per al seu ús en la producció domèstica d'aigua de flor o olis essencials.
Les primeres formes de destil·lació involucraven processos per lots que feien servir una vaporització i una condensació. La puresa es va millorar mitjançant una major destil·lació del condensat. Els volums més grans van ser processats simplement repetint la destil·lació. Segons els informes, els químics van realitzar entre 500 i 600 destil·lacions per obtenir un compost pur.
A principis del segle xix, es van desenvolupar els conceptes bàsics de les tècniques modernes, inclosos el preescalfament i el reflux. El 1822, Anthony Perrier va desenvolupar un dels primers alambins continus, i després, el 1826, Robert Stein va millorar aquest disseny per fer la seva columna de destil·lació. El 1830, Aeneas Coffey va obtenir una patent per millorar encara més el disseny. L'alambí continu de Coffey pot considerar-se com l'arquetip de les unitats petroquímiques modernes. L'enginyer francès Armand Savalle va desenvolupar el seu regulador de vapor al voltant del 1846. El 1877, a Ernest Solvay se li va atorgar una patent dels EUA per a una columna de safata per a la destil·lació d'amoníac i en el mateix any i en els anys subsegüents es van produir avenços en aquest tema per a olis i begudes espirituoses.
Amb el sorgiment de l'enginyeria química com a disciplina a fins del segle XIX, es van poder aplicar mètodes científics més que empírics. El desenvolupament de la indústria petroliera a principis del segle xx va proporcionar l'impuls per al desenvolupament de mètodes de disseny precisos, com el mètode McCabe-Thiele d'Ernest Thiele i l'equació de Fenske. La disponibilitat d'ordinadors potents també va permetre simulacions directes de columnes de destil·lació.

## Tipus de destil·lacions
Existeixen diferents tipus de destil·lacions;
- La destil·lació simple, utilitzada normalment en laboratoris per a separar líquids.
- La destil·lació continua, és la utilitzada normalment en la indústria, on constantment s'afegeix mescla inicial i es retira una part de la mescla més volàtil i de la menys volàtil per separat.

### La destil·lació continua en la indústria química
En la indústria d'avui dia, els equips que permeten l'esment contacte entre fases són els següents: la columna de plats -anomenada també columna de pisos-, i la columna de farciment.
En les columnes de plats perforats la fase líquida és exclusivament retinguda sobre els plats per l'energia cinètica del gas o del vapor ascendents; per això, quan es treballa amb cabals reduïts de gas o de vapor, els plats disposen de vàlvules o altres dispositius anàlegs, que modifiquen l'espai lliure per al flux en funció del cabal de fase gasosa o vapor ascendent, tot impedint el degoteig de la fase líquida. La fase líquida descendeix d'un plat a un altre de forma contínua pels sobreeixidors dissenyats a tal efecte.
Un altre tipus de plats -ara en desús pel seu elevat cost- són els plats de campanes de bombolleig, en els quals el gas o vapor penetra pels orificis de les campanes i bombolleja a través del líquid retingut.
Pel que fa a les columnes de farciment, s'utilitzen per al contacte continu entre fases. Consisteixen en una carcassa cilíndrica vertical que conté el farciment, format per un material sòlid que pot tenir diferents formes i grandàries. El seu objectiu és distribuir la fase líquida que descendeix en l'interior de la columna de tal manera que el volum retingut de líquid sigui reduït, tot facilitant el desplaçament a contracorrent de la fase lleugera ascendent a través dels porus del farciment i fent que la superfície de contacte entre les fases sigui màxima, a fi que també ho sigui la transferència de matèria per unitat de volum de llit.
Existeixen un gran nombre i varietats de tipus de farciments comercials les característiques de resistència física i química dels quals han anat millorant al llarg del temps. A mesura que s'han anat produint millores en els farciments -materials més resistents a la corrosió i a l'esforç físic, i major volum dels porus- ha estat possible arribar a majors fluxos dels fluids en l'interior de la columna i, com a resultat, les columnes de farciment han anat guanyant terreny a les columnes de plats, tot construint-se de diàmetres i alçades cada vegada més grans.
El disseny de les columnes té com a principal objectiu aconseguir la màxima transferència de matèria amb la mínima pèrdua de pressió per unitat d'alçada de l'esmentada columna.
La destil·lació fraccionada és un mètode que separa millor líquids amb similar punt d'ebullició i es fa servir molt extensament en les refineries de petroli.

### La destil·lació en el laboratori
Pel que fa a la destil·lació a nivell de laboratori de química, l'instrument que es fa servir és l'alambí que com a mínim costa de tres parts: el punt d'escalfament, el de condensació (de gas a líquid) i el receptor on es recull aquest líquid.
En una destil·lació hem de tenir en compte:
- La solució no ha d'omplir més de la meitat de la capacitat del matràs.
- Abans d'escalfar el matràs amb la solució hem de posar en el líquid uns trossets de porcellana porosa o perles de vidre. La raó és perquè així l'ebullició es produeix amb bombolles petites i sense esquitxades.
- En el refrigerant, l'aigua hi entra per la part inferior i en surt per la superior. La despesa d'aigua serà menor si es fa d'aquesta manera.

Quan escalfem el matràs amb la mesclam, en primer lloc es vaporitza el líquid amb el punt d'ebullició més baix i se separa de l'altre líquid o del solut dissolt. En passar després pel refrigerant, es torna a condensar.

#### Procés de destil·lació en laboratori
1. Fer bullir la mescla del matràs de destil·lació, escalfant-la amb el cremador Bunsen. Mentre es fa, el termòmetre servirà per reconèixer les diferents fases del procés.
2. El vapor de la substància bullida, passarà pel refrigerant (on hi circula aigua freda que condensa el vapor)
3. El matràs Erlenmeyer, recull els vapors condensats.

### Destil·lació en cuina
La destil·lació és la tècnica consistent en evaporar la part volàtil del vi o d'altres begudes espiritoses o fins i tot altres substàncies. En general, la idea és evaporar successivament els diferents alcohols per a recuperar-los per separat en refredant-los (es fa passar el tub per aigua perquè condensin) i així obtenir diferents substàncies aromàtiques i amb graus majors o menors d'alcohol.

#### Destil·lació alcohòlica
Es pot destil·lar un líquid fermentat de particules inmenses com per exemple most, en el cas del vi; ordi, per a la cervesa; o també arròs, patates, pomes, etc. per a obtenir licors i begudes alcohòliques conegudes com a aiguardents. L'alcohol que s'obté és tècnicament etanol, que en principi és transparent i molt volàtil. És aquesta volatilitat el que li dona la propietat d'expandir les aromes. Però el que fa que un aiguardent no sigui etanol pur és precisament els aromes i sucres afegits.
El brandi és un aiguardent obtingut de la destil·lació de raïm blanc; ve de l'anglès brandy, mot que al seu torn procedeix del neerlandès branntwein, que vol dir, literalment, "vi cremat". El conyac i l'armanyac no són més que brandis fets a les respectives regions de Conyac i Armanyac.
Altres aiguardents són el marc de cava o d'altres vins, l'orujo, etc. Alguns licors obtinguts per destil·lació de sucs de fruites fermentades són el calvados (poma), l'applejack (poma), el schnaps (poma), etc.

#### Destil·lació no alcohòlica
Les substàncies no alcohòliques, com són flors, plantes, etc. sovint es destil·len per a aplicacions en perfumeria però també per a la cuina i la pastisseria. Són antigues i típiques, per exemple, l'aigua de flor de taronger i l'aigua de roses, molt utilitzades en la cuina oriental.
Aquest tipus de destil·lació va ser introduir a casa nostra pels àrabs a l'Edat Mitjana i el català Arnau de Vilanova (s. XIII) va contribuir a donar-la a conèixer a Europa. També hi va expandir el mot aigua de vida (per a aiguardent) que s'empra actualment en llengües com el francès o el suec. En aquesta època, els mestres de l'alta cuina ja empraven els «estil·lats» (destil·lats) en la preparacions d'alguns plats.
Actualment, cuiners com Joan Roca i Fontané utilitzen la destil·lació de per exemple, brous, per a fer, per exemple, salses. Això els permet recuperar-ne els aromes volàtils per a poder-los aportar en un plat. A El Celler de Can Roca utilitzen un aparell anomenat rotovapor per a separar el líquid destil·lat de la resta del producte. S'obté un líquid incolor però d'un gust molt potent. Aquesta tècnica es pot complementar amb d'altres, per exemple, amb la cocció a pressió (baixa, un cas particular n'és la cocció al buit) controlada per a poder fer bullir el líquid obtingut a, per exemple, 50 °C en comptes de 100 °C i, per tant, coure'l a baixes temperatures. Les coccions a baixes temperatures tenen l'avantatge que, en haver tingut una cocció menys agressiva, manté els sabors purs i les propietats nutritives dels aliments.